# Abū Zaid al-Balchī
Abū Zaid al-Balchī (arabisch أبو زيد أحمد بن سهل البلخي, DMG Abū Zaid Aḥmad b. Sahl al-Balḫī; (persisch ابو زید احمد بن سهل بلخی) häufig Abu Zayd al-Balkhi; * 849 oder 850 in Schamistiyan in der Nähe von Balch in Chorasan; † 31. Oktober 934) war ein persischer islamischer Universalgelehrter. Besondere Bekanntheit erlangte er in den Disziplinen Philosophie und islamische Gelehrsamkeit. Heutzutage ist er in erster Linie als Geograph bekannt. Er machte sich insbesondere einen Namen in der Koran-Exegese; sein bekanntestes Werk dieses Wissenschaftszweiges ist das oft zitierte, jedoch verschollene Naẓm al-Qurʾān. Er verfasste mehr als 60 Bücher in arabischer Sprache. Erhalten geblieben ist nur die „relativ unbedeutende“ medizinische Abhandlung Kitāb Maṣāliḥ al-Abdān wa-l-Anfus.

## Leben
Al-Balchi wurde um das Jahr 849 im Dorf Schamistiyan geboren. Er arbeitete als Lehrer wie schon sein Vater zuvor. In jungen Jahren bekannte er sich zum imamitischen Islam. Später wandte er sich der Orthodoxie zu. Er schloss sich einer Pilgerkarawane an und reiste mit ihr nach Bagdad. Dort studierte er unter dem berühmten Philosophen al-Kindī. Weitere Studienbereiche waren die islamische Gelehrsamkeit, Medizin, Naturwissenschaften und Astronomie. Die Astrologie verachtete er. Nach seinem Studium kehrte er in die Provinz Balch zurück. Ein Angebot des Herrschers von Balch, Ahmad ibn Sahl ibn Haschim al-Marwazi, Wesir zu werden, lehnte al-Balchi ab. Stattdessen wurde sein Freund Abū l-Qāsim al-Balchī zum Wesir berufen. Al-Balchi seinerseits trat eine Stelle als Sekretär an, die ihm 500 Dirham jährlich einbrachte. Sein Freund Abū l-Qāsim trat ihm 100 Dirham vom eigenen Lohn ab. Perlen im Wert von 30.000 Dirham, die ihm der Herrscher und Abū l-Qāsim schenkten, versetzten al-Balchi in die Lage, ein Landgut in seinem Heimatdorf zu erwerben, das bis zur Zerstörung von Balch im Besitz seiner Nachfahren blieb. Al-Balchi erhielt eine Einladung des samanidischen Herrschers, in dessen Dienste am Hof in Buchara zu treten. Er machte sich auf den Weg, drehte aber um, als er den Amudarja erblickte. Dem Fürsten schrieb er, dass sein Verstand ihn gehindert habe, diesen Fluss zu überqueren, obwohl er doch wegen seines Verstandes nach Buchara gerufen worden sei.
Al-Balchi war von mittlerer Statur. Er wird als mager, blass, pockennarbig, wortkarg und ernst beschrieben.

## Schaffen
Abu Zaid al-Balchi gilt als der Gründer der klassischen Schule der arabischen Geographie. Sein Ruf als Geograph gründet sich auf ein Werk, das nicht als solches erhalten ist. Es ist unter verschiedenen Namen bekannt: Ṣuwar al-Aqālīm („Bilder der Regionen“), Taqwīm al-Buldān („Kalender der Länder“), Aschkul al-Bilād („Formen der Länder“) und al-Masālik wa-l-Mamālik („Wege und Königreiche“). Nach der detaillierten Untersuchung von de Goeje schuf al-Balchi lediglich die Grundlage dieses Werkes, das dann nacheinander von al-Istachri und Ibn Hauqal erweitert wurde. Dabei wurden ganze Passagen neu geschrieben oder ersetzt. Al-Muqaddasi beurteilte al-Balchis Werk in seinem eigenen Werk Aḥsan at-Taqāsīm fī maʿrifat al-aqālīm („die beste Unterteilung in der Wissenschaft der Regionen“) als ungenügend. Die Beschreibungen seien zu kurz und lückenhaft. Al-Muqaddasi schrieb:

„Was Abu Zaid al-Balkhi anbelangt, so war der Hauptzweck seiner Arbeit der, Karten zu geben. Er theilte die Erde in zwanzig Theile und fügte jeder Karte eine kurze Beschreibung zu. Aber viele wichtige Sachen liess er unerwähnt und viele nützliche Umstände vernachlässigte er, selbst wird man mehrere vornehme Städte vergeblich bei ihm suchen“

Im Vorwort seiner Ausgabe der Hudūd al-ʿĀlam vermutete Barthold, dass al-Balchi möglicherweise lediglich Erklärungen zu Karten von Abu Dschaʿfar al-Chazin hinzugefügt habe. Fest steht, dass sein Ruf als Geograph auf einem Werk beruht, das al-Balchi nur zu einem kleinen Teil verfasste. Über al-Balchis Reisetätigkeit existieren widersprüchliche Berichte: Al-Muqaddasi schreibt in seinem biographischen Lexikon, dass al-Balchi keine Reisen unternommen habe. As-Safadi berichtet hingegen von wissenschaftlichen Reisen al-Balchis.